# Malaia vandepolli
Malaia vandepolli är en skalbaggsart som beskrevs av Heller 1891. Malaia vandepolli ingår i släktet Malaia och familjen Rutelidae. Inga underarter finns listade i Catalogue of Life.